# 东岸天主教堂
东岸天主教堂，位于中国广东省茂名市东岸镇水尾村，为茂名市的一个市、县级文物保护单位，类型为近现代重要史迹及代表性建筑，公布时间为1986年7月。
东岸天主教堂的历史年代为民国。